# Club de Aventureros

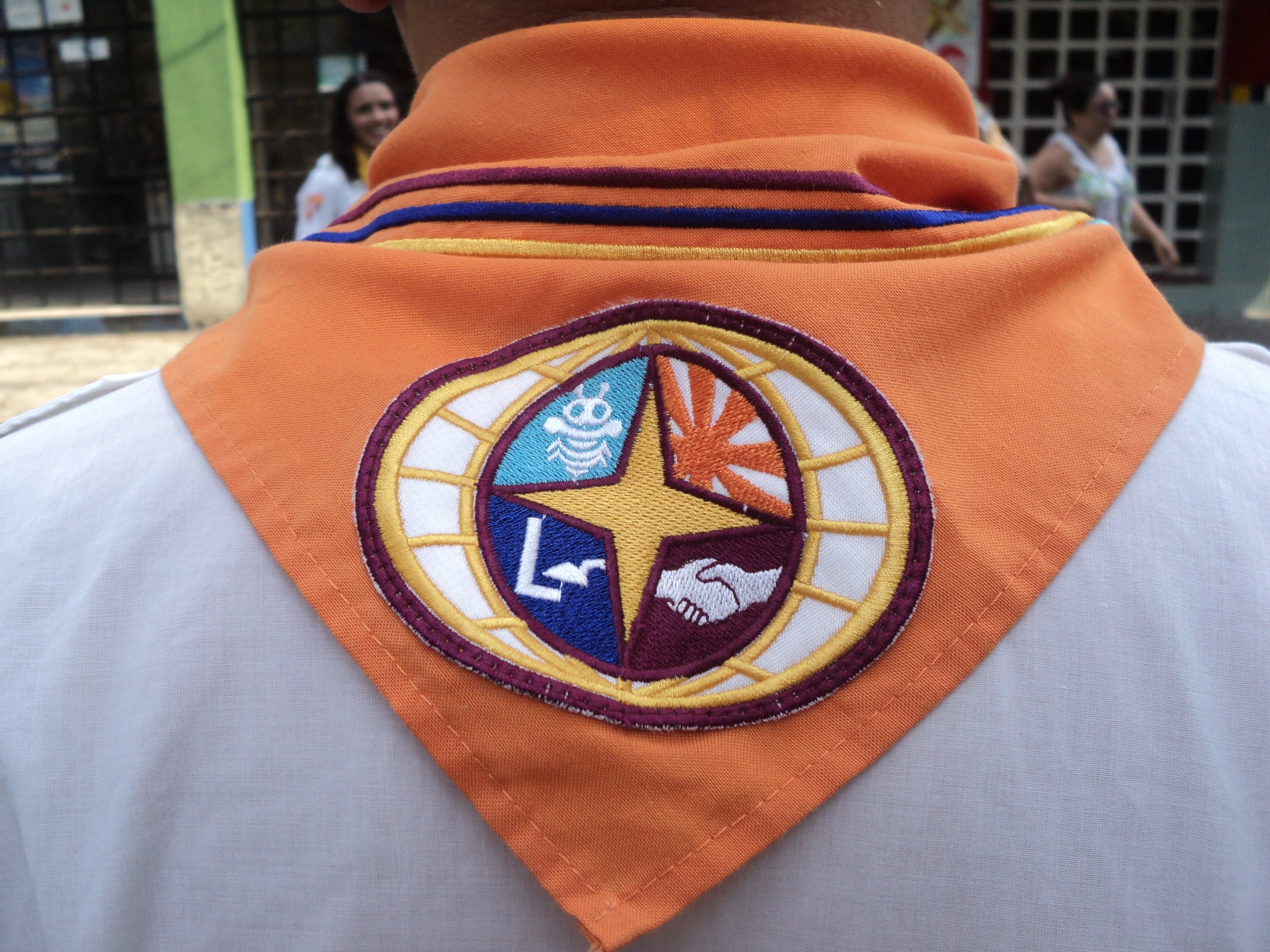
Pañuelo del Guía Mayor del Club de Aventureros.

El Club de Aventureros, también conocido como Club de Tizones, es un programa para niños de la Iglesia Adventista del Séptimo Día (IASD), creada en 1972, similar al Movimiento Escultista.
Inspirado por su "hermano mayor", el Club de Conquistadores, es un programa centrado en la educación de los niños de 6-9 años.

## Diferencias de formato y edad
Los Aventureros difieren de formato y nombre alrededor del mundo, siendo que esto es observado incluso en las naciones de lengua oficial española.
En la América hispana, donde hay la mayor proporción de miembros de este departamento adventista, recibe en el nombre de "aventureros", con los niños de 6 a 9 años. En el resto del mundo hablante de lengua española, recibe el nombre de "tizones", atendiendo a niños de 5 a 10 años.

## Historia
Fue en 1972 que la Iglesia Adventista del Séptimo Día intentó por primera vez, un programa especial para los niños menores de diez años. El primer "prototipo" del Club de Aventureros se desarrolló en Washington D. C., bajo la dirección de Carolee Riegel, un club llamado "The Beavers".
En 1975, otro campo regional (asociación) de la Iglesia Adventista, en el noreste de Estados Unidos, llevó a cabo un programa centrado en los niños en el grupo de edad de los aventureros y, cinco años más tarde, varias asociaciones que ya estaban siguiendo este ejemplo.
En 1988, la División Norteamericana de la IASD invitó asociaciones y especialistas interesados en los niños para estudiar la formalización del Club de Aventureros. Un comité se reunió, un año más tarde (1989) para actualizar los planes de estudios, las especialidades y las normas establecidas para la organización y funcionamiento del club. Fueron invitados a la actualización curricular los líderes de la Escuela Sabática de los niños, educadores, coordinadores del Ministerio de los Niños (departamento IASD que dirige específicamente a los niños), y otros expertos de la familia y la educación infantil. En el mismo año (1989), la Conferencia General se convirtió en los oficiales las Clases de Aventureros (Colmena laboriosas, Luminarias, constructores y manos amigas), lo que confirma el trabajo realizado por Teresa Reeve. Ella escribió el plan de estudios de aventureros con el fin de "facilitar el niño comparte su fe, para prepararse para esta vida y la vida eterna".
En 1990, se inició el plan maestro de la Aventureros Club en los Estados Unidos, en la División Norteamericana. En 1991, la Conferencia General de la IASD autorizó los Aventureros como un programa global, estableciendo sus objetivos, plan de estudios, bandera, uniforme e ideales.